# Nathaniel Pitcher
Nathaniel Pitcher, född 30 november 1777 i Litchfield, Connecticut, död 25 maj 1836 i Sandy Hill, New York, var en amerikansk politiker.

## Biografi
Pitcher var åren 1806 och 1815-1817 ledamot av New York State Assembly, det vill säga underhuset i delstaten New Yorks lagstiftande församling. Åren 1819-1823 och 1831-1833 var han ledamot av USA:s representanthus. Han inledde sin politiska karriär som demokrat-republikan och gick senare med i Andrew Jacksons nya parti, demokraterna.
Från 1827 till 1828 var han viceguvernör i New York och sedan guvernör från februari till december 1828, efter att DeWitt Clinton avlidit.
Staden Pitcher i Chenango County har fått sitt namn efter Nathaniel Pitcher.